# Anarchias schultzi
Anarchias schultzi är en fiskart som beskrevs av Reece, Smith och Holm 2010. Anarchias schultzi ingår i släktet Anarchias och familjen Muraenidae. Inga underarter finns listade i Catalogue of Life.